# 伊敏煤田
伊敏煤田位于内蒙古自治区海拉尔市南部。为东蒙褐煤带上的一座特大型露天煤矿。现由华能集团的华能伊敏煤电有限责任公司全资拥有。

## 储量
伊敏煤田保有原煤地质储量49.73亿吨。露天可采原煤储量23亿吨。

## 历史
1976年7月开始建设。华能伊敏煤电规划年采煤3000万吨，装机7000兆瓦。